# Baosteel
Shanghai Baosteel Group Corporation (SSE: 600019) almindeligvis kaldet Baosteel er en statsejet kinesisk jern- og stålkoncern. Koncernen har hovedsæde i Bao Steel Tower i Pudong i Shanghai.
Baosteel havde i 2011 en årlig stålproduktion på 43,3 mio. tons stål, hvilket gjorde den til Kinas næststørste og verdens tredjestørste. Virksomheden beskæftiger omkring 110.000 medarbejdere.
Baosteel blev børsnoteret på Shanghai Stock Exchange i 2000.

## Historie
Koncernen begyndte i 1978 som et led i den kinesiske regerings økonomiske reformer. Planer opstod for en stor stålproduktionsfacilitet nær Shanghais havn. Baoshan-distriktet, en forstad til Shanghai, blev valgt og med japansk assistance blev stålværket bygget. Som regeringens førende stålvirksomhed fik den navnet Baoshan Iron and Steel og adgang til de bedste medarbejdere, nyeste teknologi og offentlige kontrakter.
17. november 1998 overtog Baoshan Iron and Steel (Group) Corporation henholdsvis Shanghai Metallurgical Holding Group Corporation (上海冶金控股集团公司) og Shanghai Meishan Group Co. (上海梅山集团公司) og skabte Shanghai Baosteel Group Corporation.